# Voices (álbum de Vangelis)
Voices es el decimosexto álbum de Vangelis, lanzado en 1995 por EastWest Records.
El cantante pop inglés Paul Young, la violonchelista y cantante Caroline Lavelle y la vocalista sueca Stina Nordenstam aparecen como invitados.

## Lista de temas
1. "Voices" (Vangelis) – 7:01
2. "Echoes" (Vangelis) – 8:23
3. "Come to Me" (Vangelis, Lavelle) – 4:33
4. "P.S." (Vangelis) – 2:06
5. "Ask the Mountains" (Vangelis, Nordenstam) – 7:53
6. "Prelude" (Vangelis) – 4:25
7. "Losing Sleep" (Vangelis, Young) – 6:41
8. "Messages" (Vangelis) – 7:39
9. "Dream in an Open Place" (Vangelis) – 5:56

## Personal
- Vangelis - autor, arreglista, intérprete, productor
- Paul Young - voz en track 7
- Caroline Lavelle - voz, violonchelo, letra en track 3
- Stina Nordenstam - voz, letra en track 5
- The Athens Opera Company - voces en track 1
- Philippe Colonna - ingeniero
- Jim Freedman & Alex Misiewicz - fotografía